# Рагнхільд Сундбі
Рагнхільд Андрін Сундбі (6 червня 1922 — 29 листопада 2006) — норвезька зоологиня, яка спеціалізується на ентомології. Перша жінка-професорка у Норвезькому коледжі сільського господарства.

## Раннє життя
Дочка Галвора Сундбі (фермера) і Вільгельміни Стокке, виросла на фермі в Гофі в окрузі Вестфолд на півдні Норвегії. Після складання шкільного іспиту на здобуття кваліфікації в 1944 році вона спочатку відвідувала Національну школу гімнастики (Statens gymnastikkskole), а потім вивчала зоологію в Університеті Осло, який закінчила в 1951 році. 
Щоб дослідити причини сильних коливань популяції шахтарської молі, вона відразу ж отримала стипендію Норвезької науково-дослідницької ради з наукових і гуманітарних наук. У 1955 році вона отримала посаду наукової співробітниці в Університеті Осло. У 1958 році здобула докторську ступінь за дисертацію, яка висновувала, що коливання популяції шахтарської молі були в основному наслідком паразитичних ос.

## Кар'єра
Завдяки своїй докторській дисертації в 1958 році Сундбі призначена старшою викладачкою Норвезького сільськогосподарського коледжу, де розширила кафедру зоології. У 1969 році стала професоркою, першою жінкою, яка обіймала таку посаду в коледжі. У 1987 році стала першою жінкою-заступницею ректора коледжу.
У 1959 році Сандбі провела 15 місяців в Каліфорнійському університеті, працюючи з Полом ДеБахом, експертом з біологічних (а не хімічних) засобів боротьби з комахами. Разом вони вивчали вплив паразитичних ос на різних комах-шкідників. Їхня робота призвела до конкурентного витіснення між екологічними гомологами (1963), що прийшло до висновку, що два або більше видів з подібними екологічними вимогами не можуть жити разом. Коли Сундбі повернулася до Норвегії в 1960 році, її інтерес до біологічного контролю все більше переходив від досліджень до збереження, оскільки вона виступила з пропозиціями щодо альтернатив хімічному контролю.
Сундбі двічі очолювавла Норвезьке ентомологічне товариство: з 1954 по 1959 і з 1964 по 1967 рік. Також вона займалася екологічними проблемами. З 1972 по 1978 рр. вона очолювала Норвезьке товариство охорони природи (Norges Naturvernforbund), а з 1974 по 1989 рр. була членкинею Statens naturvernråd (Рада з охорони природи).

## Вибрані публікації
- Sundby, Ragnhild (1957). The parasites of Phyllocnistis labyrinthella Bjerk and their relation to the population dynamics of the leaf miner (PDF). John Griegs boktrykkeri.
- Sundby, Ragnhild; DeBach, Paul (1963). Competitive displacement between ecological homologues. Hilgardia, Vol 34, No. 5: 105—166.
- Sundby, Ragnhild; Taksdal, Gudmund (1969). Surveys of parasites of Hylomyia brassica, and H. floralis in Norway. Norsk entomologisk tidsskrift, No. 16: 97—106.
- Sundby, Ragnhild (1970). Insekter: Oversikt over norske insektgrupper (Norwegian) . Universitetsforlaget.
- Sundby, Ragnhild, ред. (1976). Rapport fra Nordisk Råds utvalg for biologisk bekjemping av skadedyr (NUBBS) (Norwegian) . Nordisk Råd.